# Auxelles-Haut
Auxelles-Haut är en kommun i departementet Territoire de Belfort i regionen Bourgogne-Franche-Comté i östra Frankrike. Kommunen ligger i kantonen Giromagny som tillhör arrondissementet Belfort. År 2022 hade Auxelles-Haut 287 invånare.

## Befolkningsutveckling
Antalet invånare i kommunen Auxelles-Haut
| Referens: INSEE |